# باول ويل (سياسي)
باول ويل هو سياسي بلجيكي، ولد في 16 يونيو 1949 في Eeklo ‏ في بلجيكا. نشط حزبياً في Open Flemish Liberals and Democrats ‏. وقد انتخب ممثل الجمعية البرلمانية لمجلس أوروبا ‏ لترشحه ضمن قائمة بلجيكا، (23 نوفمبر 2004 – 12 نوفمبر 2010) وانتخب عضو مجلس الشيوخ البلجيكي ‏ وانتخب عضو البرلمان الفلمنكي ‏.